# Catch a Christmas Star
Catch a Christmas Star é um telefilme de romance de 2013 da Hallmark Channel estrelado por Shannon Elizabeth e dirigido por John Bradshaw. O filme foi ao ar em 17 de novembro de 2013.

## Sinopse
Chris Marshall (viúvo nos últimos cinco anos, com dois filhos) trabalha como técnico de basquete em Nova Jersey.
Sua filha Sophie descobre que o primeiro amor de Chris no ensino médio foi Nikki Crandon, que desde então se tornou uma estrela pop de sucesso. Assim, Sophie planeja juntar os dois novamente.

## Elenco
- Shannon Elizabeth como Nikki Crandon
- Steve Byers como Chris Marshall
- Kyle Harrison Breitkopf como Jackson Marshall
- Julia Lalonde como Sophie Marshall
- Zack Werner como Jaycee Silvestri
- Doug MacLeod como Mark
- Maria Ricossa como Shelley
- Billy MacLellan como Jason
- Christopher Jacot como Carmine
- Christopher Russell como Henry Williams

## Prêmios
| Ano  | Prêmio             | Categoria                            | Destinatário(a)         | Resultado | Ref.  |
| ---- | ------------------ | ------------------------------------ | ----------------------- | --------- | ----- |
| 2014 | Young Artist Award | Melhor jovem ator em um filme de TV  | Kyle Harrison Breitkopf | Venceu    | [ 1 ] |
| 2014 | Young Artist Award | Melhor jovem atriz em um filme de TV | Julia Lalonde           | Indicado  | [ 1 ] |